# کونکا
کونکا (به اسپانیایی: Kunka) یک کوه در پرو است که در Peru, Puno Region واقع شده‌است. کونکا ۵٬۲۰۰ متر بالاتر از سطح دریا واقع شده‌است.